# 迪化银圆局造壹两银币
迪化银圆局造壹两银币是民国六年（公元1917年）和民国七年（公元1918年），新疆省政府为了稳定市价向迪化区域市场投放的银圆。然而银圆的投放最终并未阻止当时新疆通货膨胀的发生。

## 背景与历史

民国六年迪化银圆局造壹两银币有花版（左13粒）

民国六年迪化银圆局造壹两银币有花版（左15粒）

民国六年迪化银圆局造壹两银币无花版

民国七年迪化银圆局造壹两银币

杨增新主政新疆省之初，中华民国政府无暇支援新疆。面对中央对新疆的经济支持完全断绝的情况，杨增新采取了“就地筹款”、“支撑危机”的政策，一方面调整赋税政策，另一方面开始印发纸币。面值红钱四百文的新疆省票作为主币，在新疆开始和银币、铜钱、红钱等金属货币一起流通了起来。起初，因税收政策的修整，新疆财政出现了扭亏为盈的苗头，民国四年（公元1915年）和民国五年（公元1916年）新疆财政收入均增长过百万两。此时按比例投放的新疆省票价值也相对稳定。
然而因为1917年俄国爆发了一系列革命运动，大量被击溃的俄罗斯帝国军人开始涌进新疆。加之科布多出现战事，新疆的军费开始不断增加。这导致新疆财政入不敷出的情况重新出现并且日益加剧。新疆政府为应对此种情况，开始在准备金不足的情况下大量印发新疆省票。到杨增新执政后期，几乎到了新疆财政完全依靠印发的纸币来维持的情况。大量省票的印发导致其出现严重的贬值。商民不愿再使用省票，纸币的信用急剧下降。甚至在财政收入相对丰厚且市场上拥有大量的金、银等金属货币的喀什噶尔道，只流通一种专属纸币，即加盖“专行喀什道属”的省票，也被称为“喀票”。
在民国六年（公元1917年）和民国七年（公元1918年），也就是大量印发新疆省票刚开始的时候，迪化省库为了稳定市价，向迪化区域市场投放了由迪化城外的迪化水磨沟银圆局铸造的迪化银圆局造壹两银币。因为制币所使用的冲压机吨位小、压力弱以及技术工艺落后，所以迪化银圆局造壹两银币图文浅平，一些地方不清晰，甚至有边齿残缺不全、漏打的情况出现。同时因为铸数较少，投放时间较短等原因最终并没有改变新疆省票贬值的命运。最终民国七年仅勉强铸造了半年即停铸。

## 形制特征
迪化银圆局造壹两银币直径约40毫米，厚约3毫米，重约35克，成色为85%纯银。采用天罡制，实行两、钱、分，以湘平作为衡量单位。其边道为全直齿。迪化银圆局造壹两银币正面有圆形珠圆，珠圆内部竖直铸有汉字“壹两”，汉字右侧铸有察合台文“كموش‬（Kumush）”（银），右侧为察合台文“يارچن‬（Yarchin）”（钱）。珠圆外侧上首铸有汉文纪地名“迪化银圆局造”六字，为逆时针方向。下首则铸有民国纪年汉文“中华民国六年”或“中华民国七年”六字。左右两侧有五瓣花图案各一朵。迪化银圆局造壹两银币背面也铸有圆形珠圆，珠圆内部铸有察合台文，自右而左为“بر سر اورمچى‬（Bir Sar，Urumuchi）”（一两，乌鲁木齐），珠圆外侧两侧则是两枝带叶麦穗，底部相交处有一朵五瓣花图案，正上方或有一朵小梅花图案。
民国六年迪化银圆局造壹两银币和民国七年迪化银圆局造壹两银币有所不同，且各自有很多版式。民国六年银币背面麦穗为交叉的大叶麦穗，有的背面顶部有小五瓣花而有的没有，可分为“有花版”和“无花版”。“有花版”又因麦穗颗粒数量不同可以大致分为五版，左枝从13粒到15粒不等，右枝从14粒到15粒不等。其中“左15右14版”又能根据正面纪年中的“六”字大小分为“大六版”和“小六版”。“无花版”的麦穗颗粒更多，可分为四版，左枝颗粒从17到19粒不等，右枝从17到18粒不等。民国七年迪化银圆局造壹两银币的麦穗和六年的设计不同，是交叉成环的小叶麦穗。背面正上方的五瓣花也较大。另外，民国七年迪化银圆局造壹两银币也有不同的版式，根据麦穗叶是并出还是交叉可分为两个版别。正面“壹”字的写法不同也可分为点与横钩相连版和不连版。